# Сычево (Грязовецкий район)
Сычево — деревня в Грязовецком районе Вологодской области на реке Кохтыш.
Входит в состав Комьянского муниципального образования, с точки зрения административно-территориального деления — в Ведерковский сельсовет.
Расстояние до районного центра Грязовца по автодороге — 40,5 км, до центра муниципального образования Хорошево по прямой — 7 км. Ближайшие населённые пункты — Ведерково, Низовка, Обериха, Дикарево.
По переписи 2002 года население — 11 человек.